# Гастре
Гастре (исп. Gastre) — посёлок и сельская коммуна в департаменте Гастре провинции Чубут (Аргентина), административный центр департамента.

## История
Посёлок основан в 1904 году в качестве места предоставления услуг для жителей сельской местности. Здесь были размещены школа, церковь, суд, больница и полицейский участок.